# Skåne län
Skåne län er Sveriges sydligste län (amt), stort svarende til landskabet Skåne. Länet oprettedes 1. januar 1997 ved at Malmöhus län og Kristianstads län blev slået sammen.

## Demografi
Skåne län består af 33 kommuner, og har  1.414.324 indbyggere (31.12.2022), hvilket er 13 procent af Sveriges befolkning. Befolkningstætheden ligger på 127 indbyggere per kvadratkilometer landareal. Heraf havde kommunerne i det gamle Kristianstads län 324.233 indbyggere (omkring 50 indbyggere per kvadratkilometer) (ikke opdateret) og kommunerne i det gamle Skåne län 1.078.192 indbyggere (230-240 indbyggere per kvadratkilometer) (ikke opdateret). I forhold til 1995 er det en stigning på cirka 30.000 henholdsvis 260.000 indbyggere (ikke opdateret).

## Større byer
Følgende byområder i Skåne havde pr. 2018 flere end 10.000 indbyggere:
1. Malmö, 317.245
2. Helsingborg, 110.520
3. Lund, 92.069
4. Kristianstad, 41.022
5. Landskrona, 33.296
6. Trelleborg, 30.453
7. Ängelholm, 28.232
8. Ystad, 19.705
9. Hässleholm, 19.576
10. Eslöv, 19.569
11. Staffanstorp, 15.999
12. Höllviken, 15.522 (Vellinge kommune, Vellinge er kommunesæde)
13. Höganäs, 15.455
14. Bunkeflostrand, 14.135 (Malmö kommune)
15. Lomma, 13.616
16. Oxie, 13.225 (Malmö kommune)
17. Höör, 12.631
18. Svedala, 12.470
19. Bjuv, 10.660
20. Åstorp, 10.589
21. Åhus, 10.269 (Kristianstads kommune)